# Cryptocephalus variegatus
Cryptocephalus variegatus – gatunek z rzędu chrząszczy z rodziny stonkowatych (Chrysomelidae). Gatunek po raz pierwszy został naukowo opisany w 1781 roku przez Fabriciusa.